# 姚虎成
姚虎成（1950年—1978年），陕西城固人。中国人民解放军人物。

## 生平
1971年应征参加中国人民解放军，同年7月加入中国共产党。1975年1月，当选第四届全国人民代表大会代表。1977年8月，当选为中国共产党第十一次全国代表大会代表。1978年4月9日，带领两个班和两名推土机，到海拔3500米的哈希勒根大坂清理便道上的积雪，突然发生大雪崩，人和推土机被埋在深雪中。他因头部伤势过重，抢救无效牺牲。1979年3月20日，中央军委授予他“雷锋式好干部”荣誉称号。